# سیتیزن فایننشل
سیتیزن فایننشل (انگلیسی: Citizens Financial) شرکت خدمات مالی و بانکداری آمریکایی است، که در سال ۱۸۲۸ تأسیس شد.